# بيوارسار الأول

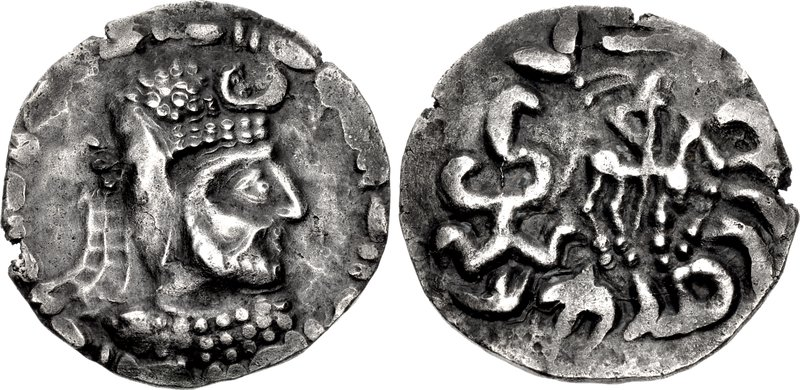
عملة بيوارسار الأول

بيوارسار الأول كان حاكمًا أفريغيًّا لخوارزم في الربع الثالث من القرن الرابع. كان سلفًا لباغرا، وخلفه كاوي.